# Luke Rowe
Luke Rowe (ur. 10 marca 1990 w Cardiff) – brytyjski kolarz szosowy i torowy.

## Osiągnięcia

### Kolarstwo szosowe
Opracowano na podstawie:

2008
- 2. miejsce w Tour du Pays de Vaud
- 2. miejsce w mistrzostwach Europy juniorów (start wspólny)
- 3. miejsce w Internationale Niedersachsen-Rundfahrt der Junioren

2009
- 1. miejsce w ZLM Tour

2010
- 3. miejsce w Gran Premio Industrie del Marmo
- 1. miejsce w Gran Premio di Poggiana

2011
- 1. miejsce w ZLM Tour
- 1. miejsce na 7. etapie Internationale Thüringen Rundfahrt

2012
- 1. miejsce na 1. etapie Tour of Britain
- 2. miejsce w Duo Normand

2015
- 1. miejsce na 1. etapie Tour de Romandie (jazda drużynowa na czas)

2017
- 1. miejsce na 2. etapie Herald Sun Tour
- 3. miejsce w Kuurne-Bruksela-Kuurne

2018
- 1. miejsce na etapie 1b Settimana Internazionale di Coppi e Bartali (jazda drużynowa na czas)
- 1. miejsce na 3. etapie Critérium du Dauphiné (jazda drużynowa na czas)

### Kolarstwo torowe
Opracowano na podstawie:
2007
- 1. miejsce w mistrzostwach Europy juniorów (wyścig drużynowy na dochodzenie)

2008
- 2. miejsce w mistrzostwach Europy juniorów (wyścig drużynowy na dochodzenie)
- 2. miejsce w mistrzostwach Europy juniorów (wyścig indywidualny na dochodzenie)
- 1. miejsce w mistrzostwach Europy juniorów (madison)

2011
- 2. miejsce w mistrzostwach Europy U23 (scratch)

## Rankingi

### Kolarstwo szosowe
| Rok              | 2009 | 2010 | 2011 | 2012 | 2013 | 2014 | 2015 | 2016 | 2017 | 2018  | 2019 | 2020 | 2021  |
| ---------------- | ---- | ---- | ---- | ---- | ---- | ---- | ---- | ---- | ---- | ----- | ---- | ---- | ----- |
| UCI World Tour   |      |      |      | -    | -    | -    | 121. | 87.  | 116. | 305.  |      |      |       |
| World Ranking    |      |      |      |      |      |      |      | 155. | 168. | 1141. | 312. | 514. | 1740. |
| UCI Europe Tour  | 333. | 281. | 170. |      |      |      |      | 406. | 341. | 1062. | 257. | 422. | 1198. |
| UCI Oceania Tour | -    | 58.  | -    |      |      |      |      | 56.  | 49.  | -     |      |      |       |
|                  |      |      |      |      |      |      |      |      |      |       |      |      |       |
| Źródło: UCI      |      |      |      |      |      |      |      |      |      |       |      |      |       |